# Magín de Tarragona
San Magín fue un ermitaño de Tarragona del siglo III y comienzos del siglo IV nacido en Tarragona quien, muertos sus padres, hizo vida eremítica en una cueva del monte Brufagaña durante treinta años. protector de las mujeres.
A la llegada de Publio Daciano a Tarragona persiguiendo a los cristianos conforme al edicto del emperador Maximiano, Magín salió a convencerles de la fe, siendo prendido y hecho prisionero en Tarragona. Libertado milagrosamente, salió de la ciudad por la puerta del Carro, llamada posteriormente de San Magín, donde tiene dedicada una capilla y volvió al monte Brufagaña.
Preso en la cueva de nuevo, fue llevado a Tarragona y en el torrente del Gayá hizo brotar unas fuentes para apagar la sed de sus verdugos, siendo finalmente degollado el 25 de agosto de 306.
Es copatrón de Tarragona y en su honor se celebra la fiesta mayor de verano.
Su conmemoración es el 19 de agosto.